# Norbert Donner-Banzhoff

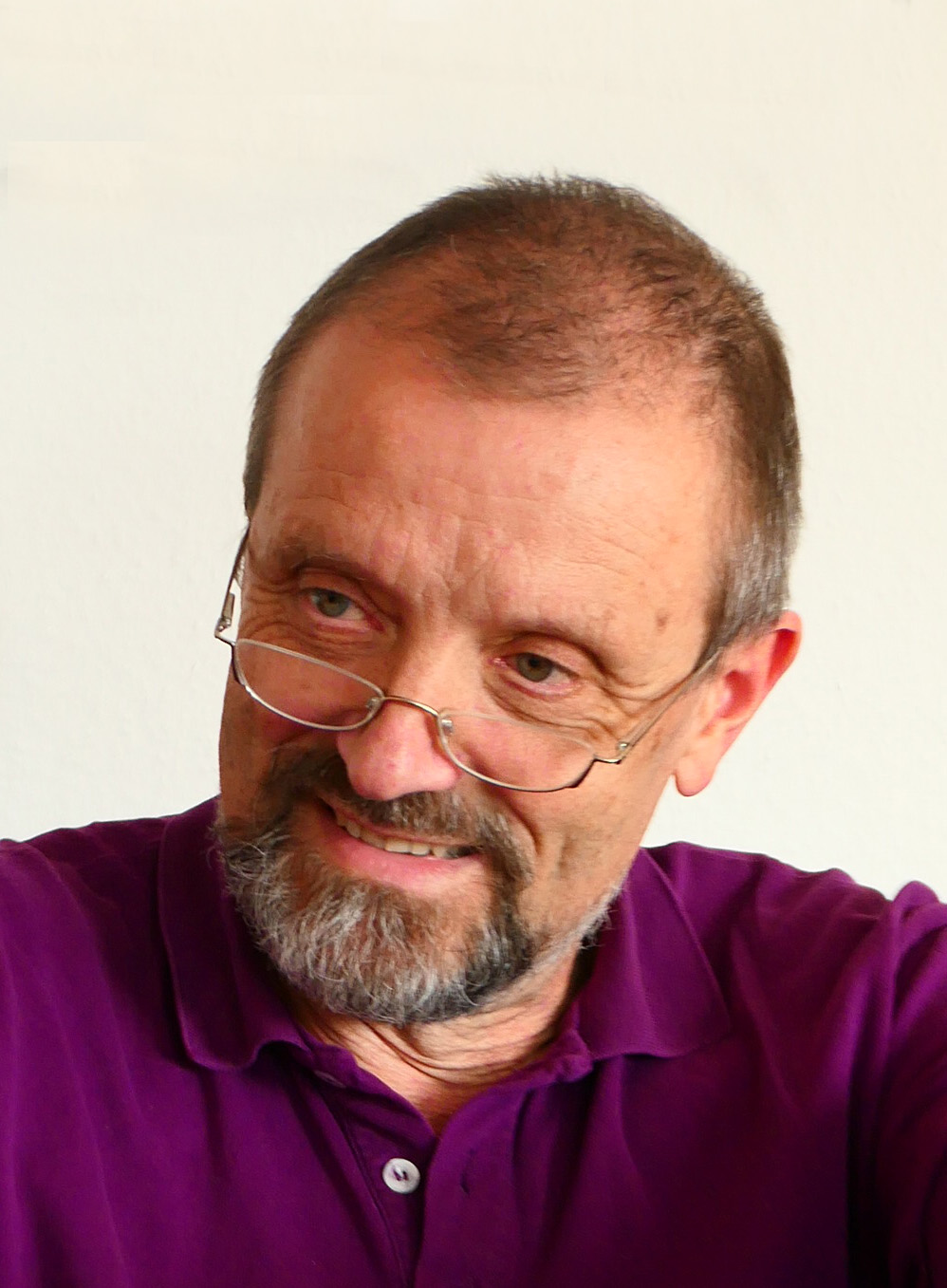
Norbert Donner-Banzhoff 2023

Norbert Donner-Banzhoff (* 1956 als Norbert Donner) ist ein deutscher Mediziner, Wissenschaftler und Hochschullehrer. Von 2003 bis 2023 war er Inhaber einer C3-Professur für Allgemeinmedizin an der Philipps-Universität Marburg. Er gilt als ein Wegbereiter der evidenzbasierten Medizin in Deutschland.

## Biographie
Norbert Donner-Banzhoff studierte von 1977 bis 1984 Medizin in Aachen, RWTH Aachen, in Swansea, Cardiff und London. Nach Absolvieren der ärztlichen Weiterbildung erhielt er 1991 die Facharztanerkennung als Arzt für Allgemeinmedizin. Seit 1991 arbeitet er als Wissenschaftler an der Universität Marburg. In den Jahren 1994 und 1995 war er Inhaber einer Gastdozentur an der Universität Toronto (Kanada), wo er ein Masterstudium in Community Health erfolgreich abschloss.
Von 1996 bis 2020 war Donner-Banzhoff neben seiner Tätigkeit an der Universität als niedergelassener Arzt in einer allgemeinärztlichen Gemeinschaftspraxis in Marburg tätig. 1999 folgte die Habilitation im Fach Allgemeinmedizin und die Ernennung zum Privatdozenten. 2003 wurde er auf eine C3-Professur und die stellvertretende Institutsleitung an der Abteilung für Allgemeinmedizin, Präventive und Rehabilitative Medizin Universität Marburg berufen – eine Position, die er bis April 2023 innehatte.
Norbert Donner-Banzhoff hat durch seine vielfachen Aktivitäten als Arzt, Wissenschaftler, Hochschullehrer und Publizist und maßgeblichen Anteil an der Einführung und Verbreitung der Konzepte der Evidenzbasierten Medizin und der Gemeinsamen Entscheidungsfindung von Arzt und Patient in Deutschland.

## Wissenschaftliche Schwerpunkte
Der Schwerpunkt seiner wissenschaftlichen Tätigkeit sieht Donner-Banzhoff in der Versorgungsforschung und der patientenorientierten klinischen Forschung. Spezielle Themenbereiche, die in diesem Rahmen bearbeitet wurden, betreffen die primärmedizinische Versorgung, diagnostische Prozesse, Betreuung chronisch Kranker in der hausärztlichen Praxis, Prävention und Behandlung der koronaren Herzkrankheit, Methodik diagnostischer Studien und systematischer Reviews, Gemeinsame Entscheidungsfindung Patient und Arzt, Entwicklung und Evaluation von Entscheidungshilfen.

## Mitgliedschaft in wissenschaftlichen Gesellschaften (Auswahl)
- Deutsches Netzwerk Evidenzbasierte Medizin DNEbM seit der Vereinsgründung 1999. Von 2007 bis 2014 Vorstandsmitglied, unter anderem als stellvertretender Vorsitzender
- Deutsche Gesellschaft für Allgemeinmedizin und Familienmedizin DEGAM seit 2007. Mitglied des geschäftsführenden Präsidiums (Schriftführer) bis 2019

## Auszeichnungen, Preise (Auswahl)
- Richard-Merten-Preis für die Entscheidungshilfe „arriba“ 2008[13]
- Berliner Gesundheitspreis (Entwicklung und Evaluation einer digitalen Entscheidungshilfe) 2009
- Dr. Lothar-Beier-Preis 2016 (Kognitive Strategien in der Primärversorgung) 2016
- Hufeland-Lecture der Stiftung Allgemeinmedizin 2020

## Ausgewählte Publikationen
- N. Donner-Banzhoff: Was zählt als Argument? Belege und Begründungen bei medizinischen Entscheidungen. In: Osnabrücker Beiträge zur Sprachtheorie. Bd. 102, 2024, S. 41ff. journals.uni-marburg.dehttps://journals.uni-marburg.de/obst/article/view/8639
- als Hrsg.: Die ärztliche Diagnose. 2022, ISBN 978-3-456-86194-4.
- N. Donner-Banzhoff et al.: How Can Better Evidence Be Delivered? Better Doctors, Better Patients, Better Decisions: Envisioning Health Care 2020. (= Strüngmann Forum Report. vol. Band 6). 2011, ISBN 978-0-262-01603-2.
- R. Kunz, G. Ollenschläger, H. Raspe, G. Jonitz, N. Donner-Banzhoff: Lehrbuch Evidenzbasierte Medizin in Klinik und Praxis. Dt. Ärzteverlag, Köln 2007 (2. Auflage)
- N. Donner-Banzhoff: Zu neuen Ufern. Leitfaden der ärztlichen Fortbildung. Verlag Hans Huber, Bern 2005.